# 548 до н. е.

## Події
Кир Великий захопив країни, що входили до складу колишньої Мідійської держави: Парфію і, ймовірно, Вірменію. Гірканія підкорилася персам добровільно.

### Астрономічні явища
- 9 червня. Повне сонячне затемнення.[1]
- 2 листопада. Часткове сонячне затемнення.[1]
- 2 грудня. Часткове сонячне затемнення.[1]

## Померли
- близько цього року Фалес, давньогрецький філософ і математик